# Solonitsivka
Solonitsivka o Solonítsevka (en ucraïnès Солоницівка, en rus Солоницевка) és una vila de la província de Khàrkiv, Ucraïna. El 2021 tenia 13.398 habitants.